# Osudová sázka
Osudová sázka (v anglickém originále Buffalo '66) je americké filmové drama z roku 1998. Jde o režijní debut herce Vincenta Galla, který si zde po boku Christiny Ricci zahrál také hlavní role; je také autorem scénáře a hudby k filmu. Dále zde hrají například Mickey Rourke, Rosanna Arquette, Ben Gazzara a Anjelica Huston. Hlavní postavou je Billy Brown (Gallo), který se kvůli dluhům zapletl do obchodu s drogami, za což dostal trest pěti let ve vězení. Celých pět let svým rodičům tvrdí, že má manželku a dobrou práci. Po propuštění z vězení unesl dívku (Ricci), aby u jeho rodičů hrála jeho manželku.